# João Sutil de Oliveira
João Sutil de Oliveira (século XVII) foi um bandeirante paulista.

## Biografia
Era filho de Francisco Sutil de Oliveira e sua esposa, Isabel da Costa, conforme descrito por Silva Leme na obra "Genealogia Paulistana" (v. 1).
No contexto da segunda das Invasões holandesas do Brasil participou do socorro paulista organizado por Salvador Correia de Sá e Benevides à capitania de Pernambuco.
Mais tarde, em 1648 figurou na bandeira de Antônio Domingues ao rio Paraná. Em 1652 ele e a esposa, Maria Ribeiro, foram assassinados pelos índios Guarulhos.